# Jüdischer Friedhof (Nentershausen)
Der Jüdische Friedhof Nentershausen ist ein Friedhof in der Gemeinde Nentershausen im Landkreis Hersfeld-Rotenburg in Hessen.
Der 1967 m² große jüdische Friedhof liegt nordwestlich des Ortes in einem kleinen Wiesental, etwa 400 Meter von den letzten Häusern entfernt. Nach dem Friedhofsregister befinden sich auf dem Friedhof 128 Gräber. Über die Anzahl der erhaltenen Grabsteine gibt es keine Angaben.

## Geschichte
Der Friedhof der jüdischen Gemeinde Nentershausen wurde in der Mitte des 19. Jahrhunderts angelegt. Das älteste Grab ist ein Kindergrab von 1849.